# Elefantens år
Elefantens år (arabiska: عام الفيل, ʿām al-fīl) är namnet i islamisk historia för året ungefär lika med 570–571 e.Kr. Enligt islamiska källor var det detta år som den islamiske profeten Muhammed föddes. Det sägs att den kristna kungen Abraha kom med en armé med krigselefanter för att förstöra Mecka under det året, men att han misslyckades och fick vända hem. Händelsen om hur Abrahas armé besegrades har beskrivits i Koranen.